# Rsync
Rsync är ett datorprogram och nätverksprotokoll för Unixliknande och MS-Windows-system som synkroniserar filer och bibliotek från ett ställe till ett annat samtidigt som det minimerar överförd mängd data genom att använda deltakodning där så är tillämpligt.